# 津田健次郎・木内秀信 夜のチラリズム
津田健次郎・木内秀信 夜のチラリズム（つだけんじろう・きうちひでのぶ よるのチラリズム）は、ラジオ大阪の1314 V-STATION枠で2007年4月7日から12月29日まで毎週土曜日23時30分～24時に放送していたラジオ番組。

## 出演者・スタッフ
- パーソナリティー：津田健次郎、木内秀信
- プロデューサー：横山光則、松井伸太郎
- ディレクター：天野孝之
- 構成作家：諏訪勝

## スポンサー
- インデックスミュージック

## ゲスト
- ゲッターズ飯田
- 置鮎龍太郎

## 番組のコーナー
- 国盗り
  - 稲村優奈と川瀬晶子のAAAで行こう!!
  - 岩田光央・鈴村健一 スウィートイグニッション
  - テニスの王子様 オン・ザ・レイディオ
  - 桂春菜のだから土曜日
  - 福井裕佳梨の福袋
  - 酒井香奈子のかなえて!シャイニング☆ドリーム
  - ミエノのタタキ!ヒトミ添え おかわり
- チラリエロ潜入取材
- わらしべ
- マイチラニー
- チラリちゃん
- チラボイス

## 関連記事
- 1314 V-STATION
- アニラジ